# 一宮神社 (福知山市)
一宮神社（いっきゅうじんじゃ）は、京都府福知山市にある神社。国道9号線の高架とJR福知山線が交差する近辺に在る、こんもりとした鎮守の杜に鎮座している。旧社格は府社。

## 祭神
大己貴神（別名・大国主神）

## 歴史
伝承では奈良時代頃の創建とされており、境内看板（一宮神社略記）によると「慶雲四年（西暦707年）麿子親王の創建にかゝる古社。丹波・丹後の国境の守護神として崇敬され、天正年間、福智山城なるや、城中・城下の鎮守神として崇敬を集め、城主によって社殿の修復がなされ、宝物、神饌田等の奉献もあり、現在は福知山鎮守・守護神としてのみならず、全国各地方からの崇敬参拝者多し。現在の本殿は、正徳四年四月に炎上後、時の城主朽木（民部少輔）植元によって、享保三年八月に造営されたもので、其の後寛政三年七月に修理がなされ、後は屋根の吹替え等の補修が加えられた程度で現在に至っている。ただし、幣殿、拝殿は、昭和九年に建て替えられている。境内には、十二の由緒ある境内社がある。御神徳は、福徳、円満、和平、開運、縁結び、商売繁栄、五穀豊穣、国土開拓、医薬、禁厭、病疫祓除、温泉、わけても顕幽両界を主宰し給う神として、神威極めてあらたかなる神である。」とある。江戸時代には三輪明神と呼ばれ、福知山藩の鎮守として栄えた。
2023年6月17日未明、火災が発生、本殿を囲む板塀約3平方メートルを焼いた。不審火の疑いで警察が捜査を行い、大学生の男が非現住建造物等放火の容疑により逮捕・送検された。

## 境内
鎮守の杜の中に境内があり、社殿は享保3年（1718年）に建築されたものであり、一間社流造桧皮葺となっている。福知山を代表する建築だとして境内社（大原神社など）4社も含め京都府登録文化財に登録、および福知山市指定文化財に指定されている。鎌倉時代の石灯籠や近在で唯一の能舞台が遺されている。また、境内に軍馬・軍鶏之碑がある。

### 環境保全地区
鎮守の杜は、ケヤキが数多く見られる。サカキ・カシ・クス等の照葉樹林にモチ・イチョウが混成して境内を取り囲み、南側にスギ・ヒノキの針葉樹が植樹されている。ササ・ベニシダ・フユイチゴ等が密生しており、府の文化財環境保全地区に決定されている。夏には、カブトムシやクワガタムシなどの昆虫も見られる。

## 摂末社

### 大原神社・八幡神社・天満神社
本殿と同じく府の登録文化財に登録されている。三社とも1719年（享保4年）に建立された一間社流造である。大原神社は地元の大工によって建立され、八幡神社と天満神社は大坂の大工によって建立された。

### 武大神社
本殿と同じく府の登録文化財に登録されている。元々は福知山市土に鎮座していた建田神社であり、1695年(元禄8年)に地元の大工によって再建されたものであった。1908年（明治41年）にその本殿が一宮神社に移築されたものであり、再建当初の様子を良く遺している。

### その他境内社
稲荷神社・少彦名神社・道祖神社・郷土祖先神・厳島神社・常靖神社・天祖神社・鎮神社

## 文化財

### 有形文化財（府登録及び市指定）
- 一宮神社本殿、境内社本殿群（建造物） - 1989年（平成元年）4月14日府登録・1994年（平成6年）4月21日市指定[6]。

### 有形文化財（市指定）
- 一宮神社　脇差

｢関和泉守兼定｣と銘があることから作者は濃州兼定とされている。1749年(寛延2年)に福知山城主の朽木玄綱が宝剣として奉納したものとされる。
- 一宮神社石燈籠

花崗岩製、市内最古の石燈籠であり鎌倉時代のものと思われる。亀岡市以北で鎌倉時代の石燈籠はこれを含めて三基しか存在しない。国の重要美術品にも認定されている。

### 府文化財環境保全地区
- 一宮神社文化財環境保全地区 - 1989年（平成元年）4月14日決定[6]。

## 現地情報
所在地
- 京都府福知山市字堀2249

交通アクセス
- 最寄駅：JR西日本福知山線 福知山駅下車後、徒歩15分
- 最寄バス停：京阪京都交通バスバス停「一宮神社」下車

周辺
- 神社から見て北には福知山城、西方面には陸上自衛隊福知山駐屯地がある。